# Shanghai Rolex Masters 2014
Shanghai Rolex Masters 2014 — тенісний турнір, що проходив на кортах з твердим покриттям у місті Шанхай, КНР з 6 жовтня. Належав до категорії ATP World Tour Masters 1000.

## Фінальна частина

### Одиночний розряд
Роджер Федерер —  Жиль Сімон 7–6(8–6), 7–6(7–2)

### Парний розряд
Боб Браян /  Майк Браян —  Жульєн Беннето /  Едуар Роже-Васслен 6–3, 7–6(7–3)